# Statistikcentralen
Statistikcentralen (finska: Tilastokeskus) är ett statligt finskt verk, grundat 1865, med uppgift att samla in och tillhandahålla officiell statistik berörande främst Finland. Statistikcentralen har sitt ursprung i svenska Kungliga Tabellverket, liksom sin svenska motsvarighet Statistiska centralbyrån (SCB).

## Historia
Statistikcentralens rötter går tillbaka till 1700-talets mitt till det år 1748 grundade svenska tabellverket, och redan nästa år (1749) utarbetades den första finska befolkningsstatistiken. Befolkningsstatistiken i Finland och Sverige är världens äldsta kontinuerligt publicerade statistik.
Statistikcentralens egen förvaltning inleddes 4 oktober 1865 med inrättandet av ett tillfälligt statistikkontor. Det omvandlades till ett permanent kontor den 28 juni 1870. De första åren var byråns främsta uppgift att samla in data, men beordrades sedermera att utarbeta och offentliggöra tillhandahållandet av andra ämnen, t.ex. statistiska undersökningar. En betydande milstolpe var publikationen av 1879  års Statistisk årsbok för Finland, som samlar de viktigaste statistiken för samma år.

### Generaldirektörer
- Gabriel Rein 1865-1867
- Karl Ferdinand Ignatius 1867-1885
- Adolf Anders Boxström 1886-1902
- August Hjelt 1902-1919
- Martti Kovero 1919-1952
- Valter Lindberg 1953-1962
- Eino Laurila 1963-1972
- Aaro Field 1973-1978
- Olavi Niitamo 1978-1992
- Timo Relander 1992-2001
- Jeskanen Heli-Sundström 2001-2012
- Marjo Bruun 2012 -